# Gualtiero Bassetti

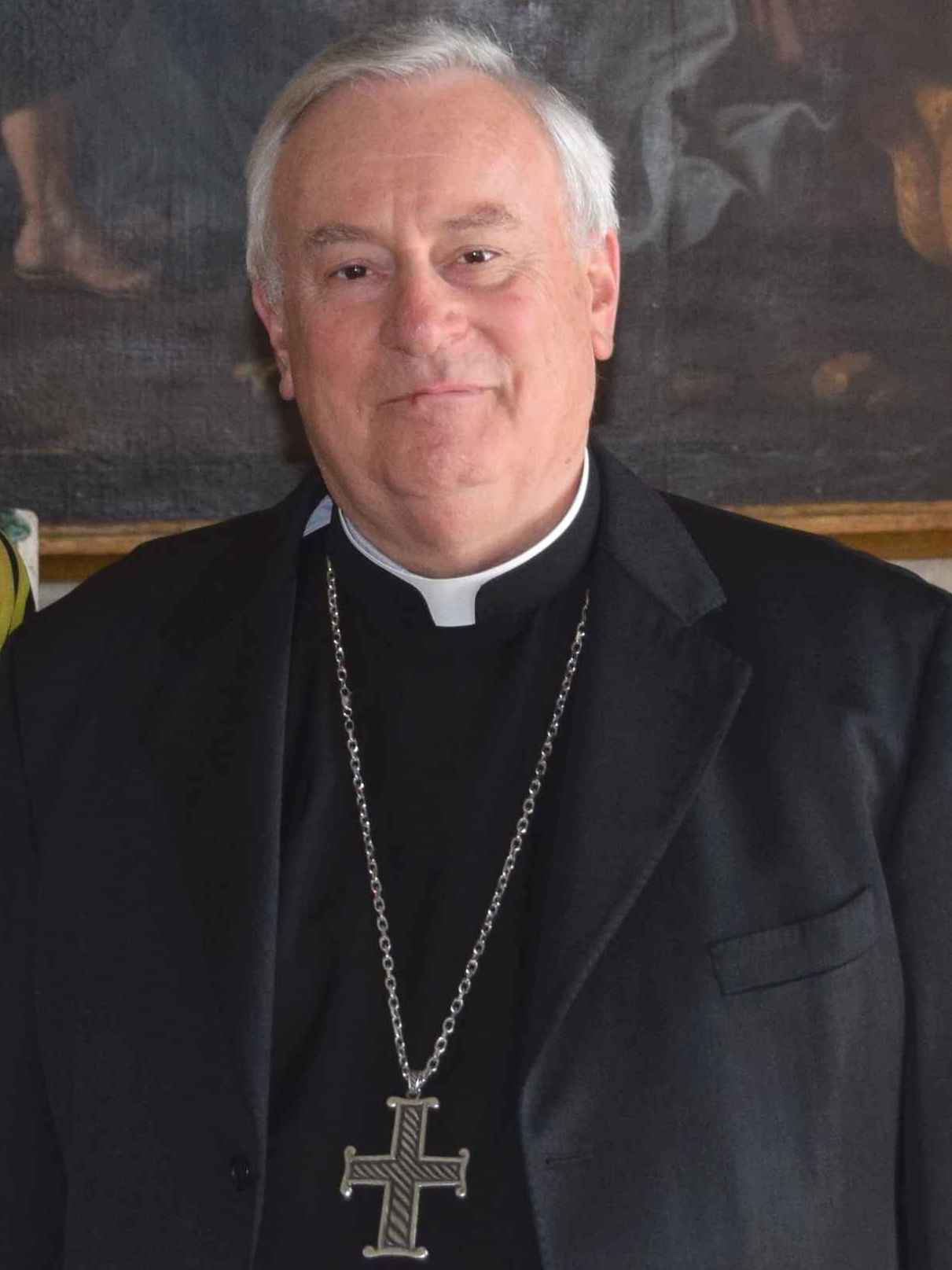
Gualtiero Kardinal Bassetti (2015)

Kardinalswappen von Gualtiero Bassetti

Gualtiero Kardinal Bassetti (* 7. April 1942 in Popolano di Marradi) ist ein italienischer Geistlicher, emeritierter römisch-katholischer Erzbischof von Perugia-Città della Pieve. Von 2017 bis 2022 war er Vorsitzender der italienischen Bischofskonferenz.

## Leben
In Marradi in der Toskana geboren, trat Gualtiero Bassetti 1956 in das Priesterseminar in Florenz ein und absolvierte ein Studium der Philosophie und der Katholischen Theologie. Am 29. Juni 1966 empfing er in der Kathedrale Santa Maria del Fiore durch den Erzbischof von Florenz, Ermenegildo Kardinal Florit, das Sakrament der Priesterweihe. Anschließend war er als Kaplan in der Pfarrei San Michele in San Salvi und später am Kleinen Seminar tätig, dessen Rektor er 1972 wurde. 1979 wurde er von Giovanni Kardinal Benelli zum Rektor des Priesterseminars in Florenz bestellt. 1990 wurde er Pro-Generalvikar der Erzdiözese von Florenz, ab 1992 Generalvikar.
Papst Johannes Paul II. ernannte ihn am 9. Juli 1994 zum Bischof von Massa Marittima-Piombino. Der Erzbischof von Florenz, Silvano Kardinal Piovanelli, spendete ihm am 8. September 1994 die Bischofsweihe; Mitkonsekratoren waren Antonio Bagnoli, Bischof von Fiesole, und Giovanni Bianchi, emeritierter Bischof von Pescia. Als Wahlspruch wählte er In charitate fundati.
Am 21. November 1998 wurde er zum Bischof von Arezzo-Cortona-Sansepolcro ernannt und am 6. Februar 1999 in das Amt eingeführt. Am 16. Juli 2009 wurde er zum Erzbischof von Perugia-Città della Pieve ernannt und am 4. Oktober 2009 in das Amt eingeführt. Am 29. Juni 2010 erhielt er im Petersdom das Pallium.
Bassetti war Großoffizier des Ritterordens vom Heiligen Grab zu Jerusalem und seit 2009 Prior des Ordens in Umbrien. 2017 wurde er von Kardinal-Großmeister Edwin Frederick O’Brien zum Großkreuz-Ritter ernannt. Er ist Prior der Sektion Umbrien des Päpstlichen Laienordens.
Von 2009 bis 2017 war er Vize-Präsident der italienischen Bischofskonferenz. Am 5. Oktober 2012 wurde er zum Präsidenten der regionalen Bischofskonferenz Umbriens gewählt. Papst Franziskus ernannte ihn am 24. Mai 2017 zum Präsidenten der italienischen Bischofskonferenz. Im Konsistorium vom 22. Februar 2014 nahm Papst Franziskus ihn als Kardinalpriester mit der Titelkirche Santa Cecilia in Trastevere in das Kardinalskollegium auf.
Bassetti erkrankte im Oktober 2020 an COVID-19 und lag von Anfang bis Ende November 2020 in der Universitätsklinik von Perugia; sein Zustand war zeitweise ernst. Es folgte ein Aufenthalt zur Rehabilitation in der Gemelli-Klinik in Rom.
Am 7. April 2022 vollendete Bassetti sein 80. Lebensjahr und schied in der Folge aus dem Kreis der bei einem Konklave wahlberechtigten Kardinäle aus. Gualtiero Bassetti wurde am 24. Mai 2022 durch Matteo Maria Kardinal Zuppi als Vorsitzender der Italienischen Bischofskonferenz abgelöst. Drei Tage später nahm Papst Franziskus auch sein altersbedingtes Rücktrittsgesuch vom Amt des Erzbischofs von Perugia-Città della Pieve an.

## Untersuchung zu sexuellen Missbrauchsfällen
Gegenüber der Zeitung Corriere della Sera äußerte er Zweifel an externen Gutachten, nachdem Opfervereinigungen die Einsetzung einer unabhängigen Kommission gefordert hatten. Zuvor hatten weder kirchliche noch andere Institutionen sexuellen Missbrauch durch Kleriker und Mitarbeiter der Kirche in Italien untersucht.

## Trivia
Kardinal Bassetti hat 2013 als Erzbischof in Perugia die Messe im tridentinischen Ritus zelebriert.

## Mitgliedschaften in der römischen Kurie
Kardinal Bassetti ist Mitglied folgender Dikasterien der Römischen Kurie:
- Päpstlicher Rat zur Förderung der Einheit der Christen (seit 2008[9], bestätigt 2014[10])
- Kongregation für die Bischöfe (seit 2013[11], bestätigt 2014[10])
- Kongregation für den Klerus (seit 2014)[10]